# Сан-Бенито-Абад
Сан-Бенито-Абад (исп. San Benito Abad) — город и муниципалитет на севере Колумбии, на территории департамента Сукре. Входит в состав субрегиона Сан-Хорхе.

## История
Поселение, из которого позднее вырос город, было основано в 1677 году. Муниципалитет Сан-Бенито-Абад был выделен в отдельную административную единицу в 1828 году.

## Географическое положение

Муниципалитет Сан-Бенито-Абад

Город расположен в юго-восточной части департамента, в пределах Прикарибской низменности, к северу от озера Сьенага-Донья-Луиса, на расстоянии приблизительно 54 километров к юго-востоку от города Синселехо, административного центра департамента. Абсолютная высота — 23 метра над уровнем моря.
Муниципалитет Сан-Бенито-Абад граничит на севере с территориями муниципалитетов Эль-Робле и Галерас, на востоке — с муниципалитетом Сукре, на юго-востоке — с муниципалитетом Махагуаль, на юго-западе — с муниципалитетами Каймито и Сан-Маркос, на северо-западе и юге — с территорией департамента Кордова, на северо-востоке — с территорией департамента Боливар. Площадь муниципалитета составляет 1592 км².

## Население
По данным Национального административного департамента статистики Колумбии, совокупная численность населения города и муниципалитета в 2015 году составляла 25 442 человека.
Динамика численности населения муниципалитета по годам:
| 2005   | 2006   | 2007   | 2008   | 2009   | 2010   | 2011   | 2012   | 2013   | 2014   | 2015   |
| ------ | ------ | ------ | ------ | ------ | ------ | ------ | ------ | ------ | ------ | ------ |
| 22 972 | 23 192 | 23 425 | 23 658 | 23 897 | 24 134 | 24 387 | 24 645 | 24 899 | 25 171 | 25 442 |

Согласно данным переписи 2005 года мужчины составляли 53,3 % от населения Сан-Бенито-Абада, женщины — соответственно 46,7 %. В расовом отношении негры, мулаты и райсальцы составляли 70,1 % от населения города; белые и метисы — 26,8 %, индейцы — 3,7 %.
Уровень грамотности среди всего населения составлял 68,5 %.

## Экономика
76,4 % от общего числа городских и муниципальных предприятий составляют предприятия торговой сферы, 22 % — предприятия сферы обслуживания, 1,6 % — промышленные предприятия.